# Filhos de Hórus

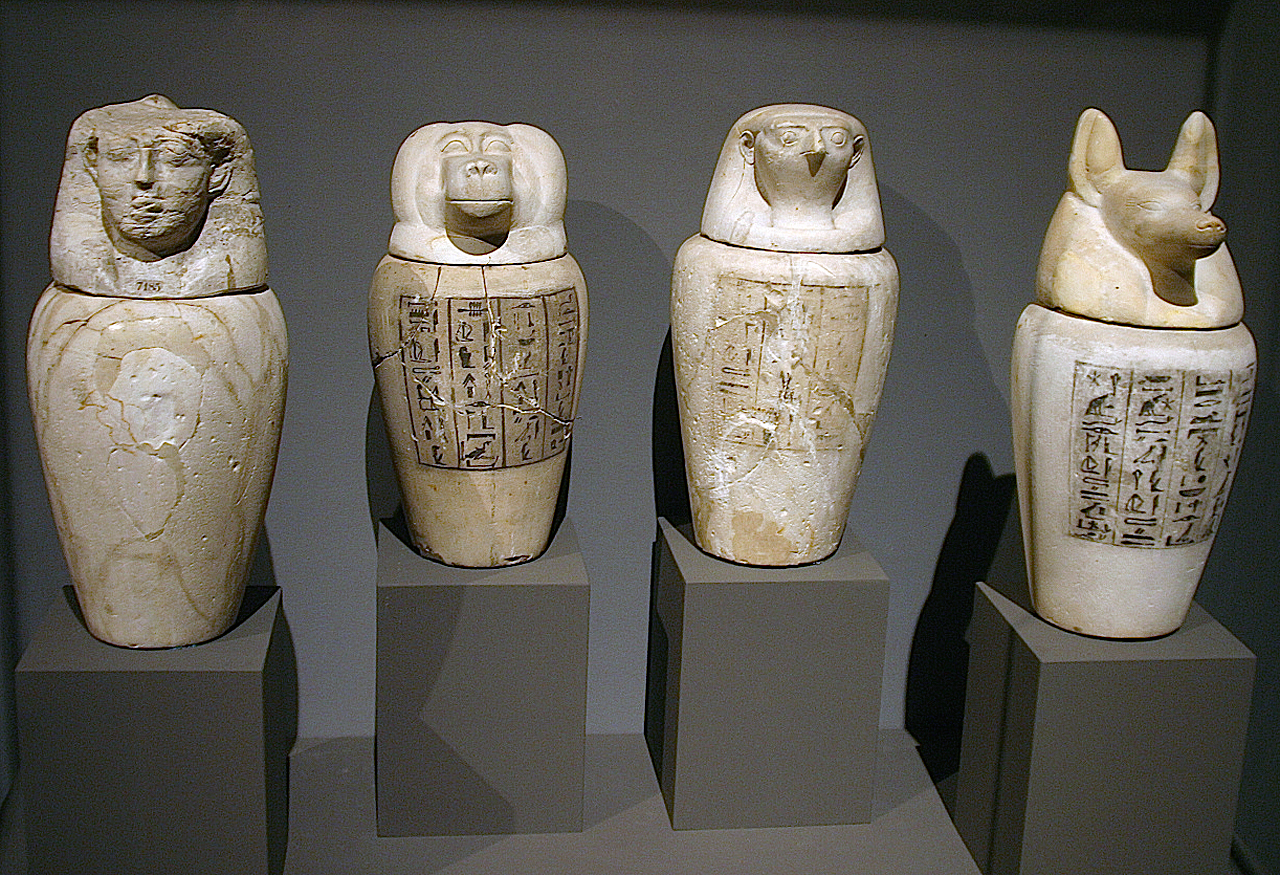
Representação dos Filhos de Hórus em vasos canópicos da XIX Dinastia

Filhos de Hórus é a designação dada a quatro deuses do Antigo Egito: Imseti, Hapi, Duamutefe e Quebesenuefe. Estes deuses estavam estritamente ligados ao culto funerário, não tendo sido alvo de nenhum culto em templos.
Pouco se sabe sobre a origem destes deuses, que já eram vistos como filhos do deus Hórus desde a época do Império Antigo. Nos Textos das Pirâmides são mencionados catorze vezes, sendo responsáveis por ajudar o defunto na sua viagem para o Além. No Livro das Portas colocam correntes nas serpentes aliadas de Apófis, o inimigo de Rá, que queria destruir a barca solar onde o deus viaja.
Alguns textos referem-se aos seus nomes nas listas de estrelas da época do Reino Novo.
Cada um deste deuses era visto como o guardião de um dos órgãos internos do falecido. Durante o processo de mumificação os órgãos internos eram retirados e colocados nos chamados vasos canópicos. A partir da XVIII Dinastia a tampa destes vasos passou a reproduzir a cabeça destes deuses (anteriormente reproduzia-se a face idealizada do defunto).
Cada deus estava também associado a um ponto cardeal e a uma deusa.
| Deus         | Iconografia | Órgão      | Ponto cardeal | Deusa tutelar |
| ------------ | ----------- | ---------- | ------------- | ------------- |
| Imseti       | Homem       | Fígado     | Sul           | Ísis          |
| Hapi         | Babuíno     | Pulmões    | Norte         | Néftis        |
| Duamutefe    | Chacal      | Estômago   | Leste         | Neite         |
| Quebesenuefe | Falcão      | Intestinos | Oeste         | Sélquis       |

As divindades eram também relacionadas com o deus Osíris, presidindo ao acto de pesagem do coração (psicostasia) na "Sala das Duas Verdades", segundo uma passagem do Livro dos Mortos. Neste caso era representados de outra maneira, com os seus corpos com forma de múmia, em pé sobre uma flor de lótus.